# エスタジオ・ダ・ヴァルゼア
エスタジオ・ダ・ヴァルゼア（ポルトガル語：Estádio da Várzea）は、カーボベルデの首都プライアにある多目的スタジアム。主にサッカーの試合で使用され、エスタジオ・ナシオナル・デ・カーボヴェルデと共に、サッカーカーボベルデ代表の本拠地となっている。